# Düsseldorfer Sport-Club 1899
Düsseldorfer Sport-Club 1899 is een sportvereniging uit Düsseldorf met afdelingen voor atletiek, handbal, hockey, lacrosse, squash, tennis, voetbal en volleybal. De voetbalafdeling was van 1902 tot 1933 actief op het hoogste niveau.

## Geschiedenis
De club werd in 1899 opgericht als Düsseldorfer FC 99. In 1902 speelde de club voor het eerst een internationel wedstrijd tegen Olympia Rotterdam en verloor met 0:3. Datzelfde jaar ging de club in de Nederrijnse competitie spelen (vanaf 1906 Noordrijncompetitie), die ingericht werd door de West-Duitse voetbalbond. Na een tweede plaats achter FC 1894 München-Gladbach in het eerste seizoen werd de club het volgende seizoen voor het eerst kampioen. Hierdoor plaatste de club zich voor de West-Duitse eindronde. In een groepsfase met Bonner FV 01 en Duisburger SpV werd de club laatste.
Na twee mindere seizoen werd een nieuwe titel behaald in 1906/07, al was dat niet zo moeilijk, de meeste teams hadden zich teruggetrokken, behalve Crefelder FC 1895. In de eindronde versloeg FC 99 BV 04 Dortmund en Kölner SC 1899 en stond in de finale tegenover Casseler FV 95 dat een 7:0 draai om de oren kreeg. Hierdoor plaatste de club zich voor de eindronde om de landstitel, waar ze zelf een 8:1 pandoering kregen van FC Victoria Hamburg. In 1909 richtte de West-Duitse bond een nieuwe competitie in, de Zehnerliga met de tien sterkste teams uit drie competities, die ook nog wel bleven bestaan. Als topclub mocht ook FC deelnemen. Met meer concurrentie tegenover zich kon de club geen vuist ballen en eindigde geen enkele keer in de top vijf.
In 1912 werd de huidige naam aangenomen omdat de club nu ook andere sporten aanbood. Na vier seizoenen werd de Zehnerliga opgeheven en keerde de club terug naar de Noordrijncompetitie, die nu door stadsrivaal Union 05 gedomineerd werd. Tijdens de Eerste Wereldoorlog werd de competitie regionaal opgesplitst en speelde de club in de stadscompetitie, die ze wel wonnen in 1916/17, echter was er geen verdere eindronde meer. Het volgende seizoen eindigde de club samen met Düsseldorfer SV Viktoria 02 op de eerste plaats en verloor de beslissende wedstrijd om de titel. Door de perikelen in de oorlog moest de club verstek geven voor het volgende seizoen.
In 1919 werd de Bergisch-Markse competitie ingevoerd door de bond en de clubs uit Düsseldorf werden hiernaar overgeheveld. Na één jaar kwamen er vier reeksen en SC 99 werd groepswinnaar in de stadsgroep en moest in de eindronde zijn meerdere erkennen in Duisburger SpV. De vier reeksen werden afgeschaft en er kwam weer één reeks waar de club vierde werd. In 1921 werd in het stadion van de club de finale om de Duitse titel gespeeld voor 30.000 toeschouwers tussen 1. FC Nürnberg en Vorwärts Berlin.
Van 1922 tot 1926 werd de competitie telkens over twee jaar gespreid en elk jaar werd een heen- of terugronde gespeeld. In 1924/25 stond de club na de heenronde aan de leiding en mocht dan wel naar de eindronde. De zeven kampioenen werden verdeeld over één groep waarin de club vierde werd. De terugronde verliep het volgende seizoen niet goed en zowel TuRU 1880 Düsseldorf als Düsseldorfer TSV Fortuna 1895 staken de club nog voorbij in de stand. Hierna werd de competitie weer over één seizoen gespeeld en in twee reeksen. Na nog twee tweede plaatsen achter Fortuna zakte de club weg naar de middenmoot.
In 1933 kwam de NSDAP aan de macht in Duitsland en zij herstructureerden de competitie. De West-Duitse bond en zijn acht competities werden ontbonden en vervangen door drie Gauliga's. Door de plaats in de middenmoot werd Sport-Club niet geselecteerd en moest voor het eerst in zijn bestaan naar de tweede klasse. De club slaagde er niet in te promoveren. In 1944 ging de club wel een tijdelijke oorlogsfusie aan met rivaal Fortuna, maar de competitie werd al snel stopgezet.
In 2013 promoveerde club naar de Landesliga Niederrhein. In 2017 werd de club vicekampioen en promoveerde naar de Oberliga, maar kon daar het behoud niet verzekeren. In 2019 degradeerde de club uit de Landesliga naar de Bezirksliga.

## Erelijst
Kampioen Noordrijn
1904, 1907
Kampioen West-Duitsland
1907
Kampioen Noordrijn-Düsseldorf
1917
Kampioen Bergisch-Mark
1925